# Albania na Mistrzostwach Świata w Lekkoatletyce 2023
Albania na Mistrzostwach Świata w Lekkoatletyce 2023 – reprezentacja Albanii podczas mistrzostw świata w Budapeszcie liczyła dwóch zawodników, występujących w dwóch konkurencjach.

## Skład reprezentacji

### Kobiety
| Zawodniczki | Konkurencja                   | Eliminacje | Eliminacje | Finał   | Finał   | Źródło      |
| Zawodniczki | Konkurencja                   | Wynik      | Pozycja    | Wynik   | Pozycja | Źródło      |
| ----------- | ----------------------------- | ---------- | ---------- | ------- | ------- | ----------- |
| Luiza Gega  | Bieg na 3000 m z przeszkodami | 9:17,71    | 3. Q       | 9:10,27 | 8.      | [ 1 ] [ 2 ] |

### Mężczyźni
| Zawodnik      | Konkurencja   | Eliminacje | Eliminacje | Półfinał | Półfinał | Finał | Finał   | Źródło |
| Zawodnik      | Konkurencja   | Wynik      | Pozycja    | Wynik    | Pozycja  | Wynik | Pozycja | Źródło |
| ------------- | ------------- | ---------- | ---------- | -------- | -------- | ----- | ------- | ------ |
| Franko Burraj | Bieg na 200 m | 21,52      | 52.        | NQ       | NQ       | NQ    | NQ      | [ 3 ]  |